# Le donne rivali
Représentations notables
- 1789 : Saint-Pétersbourg, sous le titre Le due fidanzate

Le donne rivali (en français : Les femmes rivales ; autres titres : Le due fidanzate ou Le due rivali) est un intermezzo en deux actes du compositeur Domenico Cimarosa sur un livret italien d'un auteur inconnu. Certains ont pensé que Giuseppe Petrosellini pouvait être l'auteur du livret. L'opéra a été créé au Teatro Valle à Rome, pendant le carnaval de 1780. La chorégraphie originale a été créée par Alberto Cavos, les costumes originaux sont de Antonio Dian, et le décor d'origine de Domenico Fossati,. Les critiques de musique admirent particulièrement le quintette final qui clôture l'opéra. Au cours des dernières années, Le donne rivali est encore quelques fois remonté et enregistré.

## Rôles
| Rôle                   | Voix                     | Création, carnaval 1780 (Chef: – ) |
| ---------------------- | ------------------------ | ---------------------------------- |
| Fernando               | ténor                    |                                    |
| Laurina                | soprano castrat travesti | Giuseppe Censi                     |
| Sempronio Pippistrelli | baryton                  | Michele Del Zanca                  |
| Don Annibale           | ténor                    | Giuseppe Lolli                     |
| Emilia                 | soprano castrat travesti | Domenico Bruni                     |

## Enregistrements
- Le donne rivali avec Alberto Zedda (dir.) et l'Orchestra di Padova e Veneto. Distribution: Alessandra Ruffini (Laurina), Anna Rita Taliento (Emilia), Emanuele Giannino (Annibale), Bruno Praticò (Sempronio) et Bruno Lazzaretti (Fernando). Enregistrement live en septembre 1994.